# Zbór Kościoła Zielonoświątkowego „Charisma” w Lublinie
Zbór Kościoła Zielonoświątkowego „Charisma” w Lublinie – jeden z zielonoświątkowych zborów działających w mieście, będący wspólnotą protestancką o charakterze ewangelikalnym i charyzmatycznym.
Pastorem zboru jest Bogdan Perenc.

## Działalność
Nabożeństwa zboru odbywają się w niedzielę o godz. 10:00. Składają się z dwóch zasadniczych części: uwielbienia oraz kazania. Podczas uwielbienia wierni przy akompaniamencie różnych instrumentów muzycznych (m.in. fortepianu, gitary, perkusji) oddają chwałę Bogu przez śpiew, modlitwy, klaskanie w dłonie, taniec itp. Podczas nabożeństw dostępne są różne usługi, m.in. wkładanie rąk  oraz dary duchowe, jak mówienie językami, czy proroctwo. Ważnym elementem każdego nabożeństwa jest modlitwa. Miejscowy zbór za swoje szczególne intencje wybrał modlitwy o Izrael, przebudzenie w krajach islamskich, polski rząd i rynek pracy, przebudzenie w kraju, ożywienie duchowe i ekonomiczne lubelszczyzny oraz przemianę duchową, dary duchowe i nowe miejsce spotkań dla zboru. Kazanie jest wygłaszane wyłącznie na podstawie Biblii. Zbór obchodzi regularnie Wieczerzę Pańską pod obiema postaciami. W trakcie nabożeństw organizowane są zajęcia dla dzieci w ramach szkółki niedzielnej (trzy grupy wiekowe: 4–6; 7–9; 10–12). Spotkania modlitewne zboru odbywają się dwa razy w tygodniu (poniedziałek i piątek) o godz. 18.00.
Młodzież spotyka się ponadto na spotkaniach we własnej grupie wiekowej. Podczas tych spotkań poruszane są różne tematy, zarówno typowo biblijne, jak i dotyczące codziennego chrześcijańskiego życia. Młodzież Kościoła zaangażowana jest w działalność EuroMission Polska. Przy zborze działa również grupa muzyczno-uwielbieniowa, która prowadzi uwielbienie podczas coniedzielnych nabożeństw. Przy zborze działa także punkt poradnictwa chrześcijańskiego.
Od 6 lutego 2011 zbór spotyka się w sali na I piętrze przy ul. Krochmalnej 24  w Lublinie.